# Kábové z Rybňan
Kábové z Rybňan byli český vladycký a rytířský rod s původem na Žatecku, poprvé zmiňovaný v 16. století.

## Historie

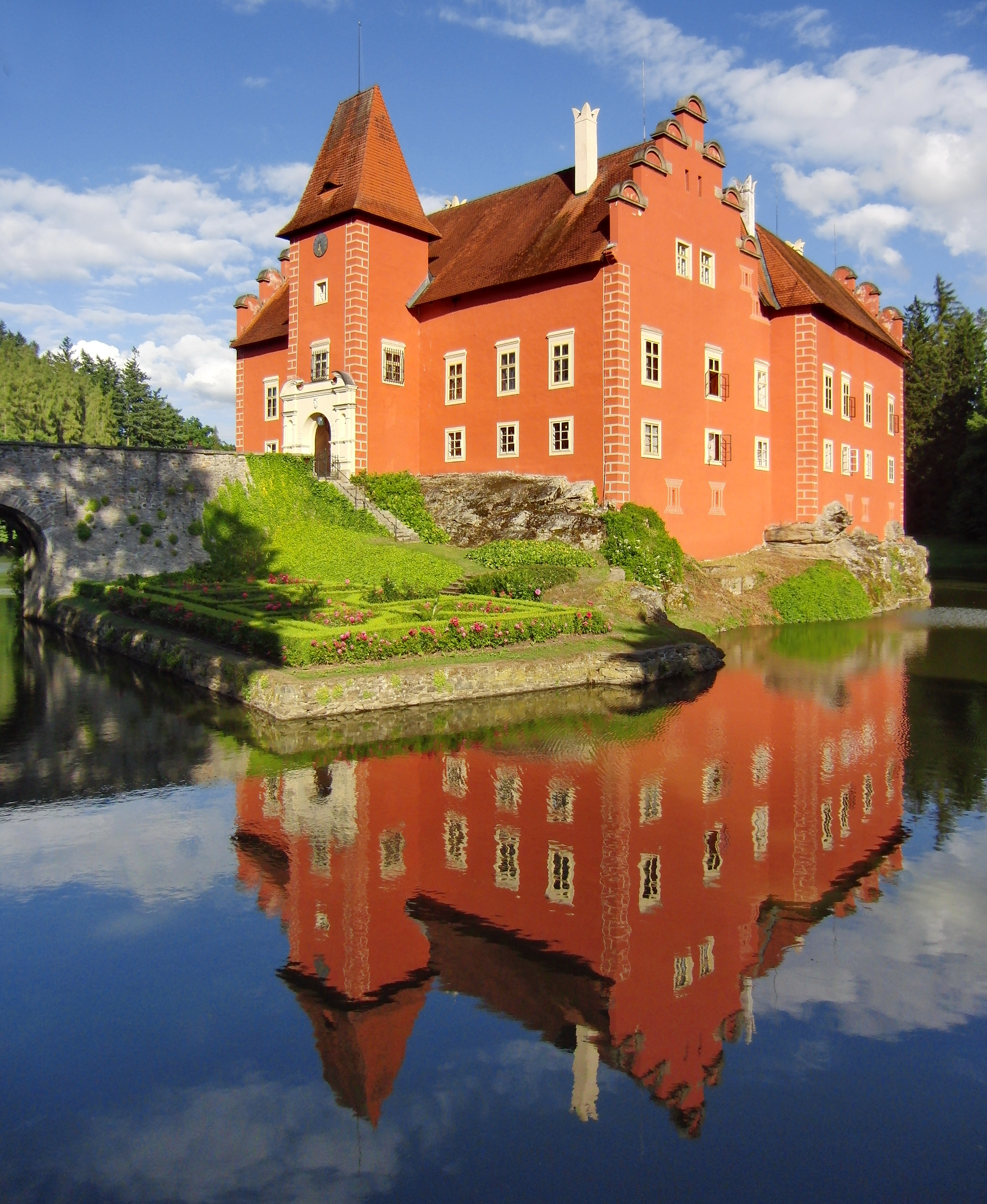
Zámek s odrazem na hladině

O členech tohoto rodu se dozvídáme až po roce 1500, přičemž nejvýznamnější postavou rodu byl Jan Kába, který roku 1530 zakoupil panství Červená Lhota a několik vsí u Kardašovy Řečice na Jindřichohradecku. Zdejší vodní tvrz nechal velkoryse přebudovat na renesanční sídlo a přistavět renesanční zámeckou kapli Nejsvětější Trojice u studánky poblíž zámku. Zemřel roku 1564 a byl pochován v zámecké kapli, kde je na epitafu vyobrazen se svými dětmi.
Pojmenování Červená Lhota se objevuje až od počátku 17. století, podle barvy zámku. Podle pověsti získal svou červenou barvu, když čert unesl nevěřící zámeckou paní, kterou na zámek přivedl rytíř Kába, a její krev pokryla stěny nesmazatelnou barvou. Lokální historické prameny se však nezmiňují o žádné události, s níž mohla legenda souviset. 
V roce 1597 Kábové Červenou Lhotu prodali, ale to již byl jejich rod široce rovětvený a vlastnil řadu dalších statků.
Zlom přišel po českém stavovském povstání, po němž Zachariáš Kába z Rybňan řečený Zachař byl katolického vyznání a zůstal věrný králi. Jejich erb se v této době objevuje v zemských deskách, a to díky Zachariáši Kábovi, který v letech 1602–1614 plnil funkci místosudího Království českého a poté v letech 1614–1619 také funkci purkrabího Pražského hradu. Naproti tomu jeho příbuzný Jan II. Kába v bitvě na Bílé hoře sloužil jako proviantmistr českých povstalců, za což byl souzen a jen těsně unikl popravě, či doživotního věznění, přišel však o veškerý majetek. Od té doby celý rod postupně chudl až do 18. století, kdy vymřel.

## Osobnosti rodu
- Zikmund Kába z Rybňan, v roce 1462 purkrabí hradu Helfenburk u Bavorova
- Mikuláš Kába z Rybňan v roce 1506 vlastnil ves Třtici u Nového Strašecí
- Jan Kába z Rybňan, majitel gotické tvrze, nechal přestavět na renesanční sídlo rodu - Novou (Červenou) Lhotu
- Zikmund II. Kába z Rybňan v roce 1560 ve funkci místosudího Království českého
- Zachariáš (Zachař) Kába z Rybňan v letech 1602–1614 ve funkci místosudího Království českého a poté v letech 1614–1619 ve funkci purkrabího Pražského hradu
- Jan II. Kába z Rybňan
- Jiřík Kába z Rybňan  po roce 1570 majitel hradu Cuknštejna, po jeho smrti roku 1620 přešel na Karla Bonaventury z Buquoy

## Erb
První zmínka s vyobrazením rodového erbu se objevuje na konci 16. století ve spise Diadochos Bartoloměje Paprockého. V levé bílé části červenobíle na výšku děleného štítu je předloktí v brnění držící střelu (šíp) s hrotem směřujícím dolů. Předloktí bývá v některých verzích červené. Pravá polovina štítu je vždy jen čistě červená bez znamení. V klenotu byla orlí křídla v převrácených barvách štítu.